# ピッツァ・カプリチョーザ
ピッツァ・カプリチョーザ (pizza capricciosa、イタリア語: [ˈpittsa kapritˈtʃoːza]) とは、モッツァレラチーズやイタリア風焼きハム、キノコ、アーティチョーク、トマトを用いた、イタリア料理におけるピザの一種 。使用される食用キノコの種類には、ホワイトマッシュルーム などがある。プロシュット（乾燥させた生ハム）やアーティチョークの芯のマリネ、オリーブオイル、オリーブの実、バジルの葉 、卵を用いるものがあるほか、薄い生地を用いるものもある。ピザの一種であるピッツァ・クワトロ・スタジオーニとは、使用する具材は似ているものの、盛り付けが異なる。

## 伝記
- Pedrotti, Walter (2000) (イタリア語). Pizze, focacce, torte salate. Giunti Editore. pp. 19–20. ISBN 8844016311